# Pakárna
Pakárna je český animovaný komediální televizní seriál, premiérově vysílaný v roce 2006 Českou televizí. Vzniklo 13 dílů o délce 15 minut. Hlavními hrdiny tohoto černohumorného seriálu je čtveřice teenagerů: Intoš, Drsan, Synáček a Bohouš Mekota. Ti docházejí do školy, kterou řídí ředitel Igor Hnízdo – odborník vyslaný americkou Nadací pro podporu podpory primitivních národů ve střední Evropě, jehož úkolem je pozvednout v zemi sebevědomí. Režisérem a scenáristou je Jakub Horák.

## Obsazení
| Radek Holub         | Bohouš Mekota    |
| Barbora Hrzánová    | Drsan            |
| Tomáš Matonoha      | Intoš            |
| Zdeněk Suchý        | Synáček          |
| Jiří Krampol        | Ředitel Hnízdo   |
| Bohumil Klepl       | Bohoušův otec    |
| Eva Holubová        | Bohoušova matka  |
| Jan Štern           | Bohoušův dědeček |
| Petra Jindrová      | Pejsana          |
| Barbora Moutelíková | Depka            |
| Roman Říčař         | Profesor Zdvih   |
| Luděk Sobota        | Doktor Bazna     |

## Seznam dílů
| Pořadí                                                                              | Název                                    | Režie                       | Scénář                   | Datum premiéry   |
| ----------------------------------------------------------------------------------- | ---------------------------------------- | --------------------------- | ------------------------ | ---------------- |
| 1                                                                                   | Konec starých časů                       | Jakub Horák, Michal Viewegh | Jakub Horák, David Šimák | 14. dubna 2006   |
| Bohoušův otec ztratí práci ve firmě Kolbenka.                                       |                                          |                             |                          |                  |
| 2                                                                                   | Rádio Magor                              | Jakub Horák, Michal Viewegh | Jakub Horák, David Šimák | 21. dubna 2006   |
| Bohouš se stane diskžokejem pro Rádio Magor.                                        |                                          |                             |                          |                  |
| 3                                                                                   | Koťátka od dalajmámy asi nejsou normální | Jakub Horák, Michal Viewegh | Jakub Horák, David Šimák | 28. dubna 2006   |
| Bohouš, Drsan a Synáček se seznamují se škodlivostí masturbace.                     |                                          |                             |                          |                  |
| 4                                                                                   | Geniální plány                           | Jakub Horák, Michal Viewegh | Jakub Horák, David Šimák | 5. května 2006   |
| Bohoušův otec sestaví plán, pomocí nějž má jeho rodina konečně šanci zbohatnout.    |                                          |                             |                          |                  |
| 5                                                                                   | Západ je rudý                            | Jakub Horák, Michal Viewegh | Jakub Horák, David Šimák | 12. května 2006  |
| Školu navštíví čínský velvyslanec, který hledá pozemek pro vybudování nové továrny. |                                          |                             |                          |                  |
| 6                                                                                   | Smích? Přejde!                           | Jakub Horák, Michal Viewegh | Jakub Horák, David Šimák | 19. května 2006  |
| Bohouš, Intoš, Drsan a Synáček míří na túru v rámci tělesné výchovy.                |                                          |                             |                          |                  |
| 7                                                                                   | Holky půjdou za náma                     | Jakub Horák, Michal Viewegh | Jakub Horák, David Šimák | 26. května 2006  |
| Bohouš, Intoš, Drsan a Synáček se zamilují do nové učitelky.                        |                                          |                             |                          |                  |
| 8                                                                                   | Český únavový syndrom                    | Jakub Horák, Michal Viewegh | Jakub Horák, David Šimák | 2. června 2006   |
| Všechny postavy začínají cítit silnou únavu.                                        |                                          |                             |                          |                  |
| 9                                                                                   | Životní cíle                             | Jakub Horák, Michal Viewegh | Jakub Horák, David Šimák | 9. června 2006   |
| Bohouš, Intoš, Drsan a Synáček zakládají svou vlastní hudební skupinu.              |                                          |                             |                          |                  |
| 10                                                                                  | Chudí lidé jsou strašnej nářez           | Jakub Horák, Michal Viewegh | Jakub Horák, David Šimák | 16. června 2006  |
| Ředitel Hnízdo je svědkem třídního boje.                                            |                                          |                             |                          |                  |
| 11                                                                                  | Přichází guru                            | Jakub Horák, Michal Viewegh | Jakub Horák, David Šimák | 23. června 2006  |
| Rádio Magor zakládá svou vlastní sektu.                                             |                                          |                             |                          |                  |
| 12                                                                                  | Intošova depka                           | Jakub Horák, Michal Viewegh | Jakub Horák, David Šimák | 30. června 2006  |
| Intoš se cítí v depresi, protože nemůže najít svou spřízněnou duši.                 |                                          |                             |                          |                  |
| 13                                                                                  | Konec světa                              | Jakub Horák, Michal Viewegh | Jakub Horák, David Šimák | 7. července 2006 |
| Vědec Stephen Hawkins oznámí, že se blíží konec světa.                              |                                          |                             |                          |                  |